# Max Landis (baloncestista)
Max Landis (Indianápolis, Indiana, 2 de febrero de 1993) es un jugador de baloncesto estadounidense que pertenece a la plantilla de la El Calor de Cancún de la LNBP. Con 1,88 metros de estatura, juega en la posición de base.

## Trayectoria deportiva

### Universidad
Jugó dos temporadas con los Runnin' Bulldogs de la Universidad Gardner-Webb, en las que promedió 8,6 puntos, 1,3 rebotes y 1,4 asistencias por partido. En 2013 fue transferido a los IPFW de la Universidad de Indiana - Universidad de Purdue Fort Wayne, donde, tras cumplir el año en blanco que imponen las normas de la NCAA, jugó dos temporadas más, en las que promedió 14,5 puntos, 2,2 rebotes y 3,1 asistencias por partido, siendo incluido en su primera temporada en el mejor quinteto de debutantes de la Summit League, y al año siguiente elegido Jugador del Año de la conferencia.

### Profesional
Tras no ser elegido en el Draft de la NBA de 2016, en junio fichó por el Okapi Aalstar de la Ligue Ethias belga. Jugó una temporada en la que promedió 7,4 puntos y 1,8 asistencias por partido.
En julio de 2017 fichó por el equipo alemán del Gießen 46ers.
En 2019, tras dos temporadas en Alemania, firmó por el FC Porto de la LPB, la primera categoría del baloncesto portugués.
Luego de seis años en el baloncesto portugués, en junio de 2025 dejó el país europeo para unirse a El Calor de Cancún de la Liga Nacional de Baloncesto Profesional de México.